# Maagulhi
Maagulhi est une petite île inhabitée des Maldives. 

## Géographie
Maagulhi est située dans le centre des Maldives, au Nord-Est de l'atoll Kolhumadulu, dans la subdivision de Thaa. 